# Mel Barnett
Joseph Melville Barnett, detto Mel (Merthyr Tydfil, 3 novembre 1920 – Barry, maggio 1999), è stato un sollevatore britannico che gareggiò nelle competizioni internazionali per il Regno Unito, l'Inghilterra e il Galles.

## Biografia
Iniziò a sollevare pesi nel 1936, all'età di 16 anni. Dopo aver svolto la carriera militare alla Royal Navy, subito dopo la seconda guerra mondiale trascorse due anni di allenamento in Egitto e nel 1947 vinse il campionato britannico nei mediomassimi, stabilendo il record nazionale. Selezionato per le Olimpiadi di Londra del 1948, non poté parteciparvi a causa di un infortunio. Vinse altri due titoli nazionali nel 1948 e nel 1949 (migliorando in entrambi i casi il suo record) e ai campionati mondiali ed europei di Parigi del 1950 conquistò un bronzo mondiale e un argento europeo nei pesi massimi. Partecipò inoltre ai Giochi olimpici di Helsinki del 1952.
Gareggiando per il Regno Unito, ai campionati europei vinse altri due argenti (a Milano nel 1951 e Vienna nel 1954); per l'Inghilterra ai Giochi del Commonwealth del 1954 a Vancouver vinse un bronzo, mentre per il Galles partecipò ai Giochi del Commonwealth del 1958 a Cardiff.
Dopo la fine della carriera agonistica, Barnett divenne proprietario e gestore di alberghi a Gloucester, Stroud e Barry. Suo fratello maggiore, Ivor Barnett, prestò come lui servizio nella Royal Navy e fu uno dei 1.418 membri dell'equipaggio che persero la vita il 24 maggio 1941 nell'affondamento della HMS Hood durante la Battaglia dello stretto di Danimarca, da parte della corazzata Bismarck e dall'incrociatore Prinz Eugen.